# Колона Свободи (Дрогобич)
«Колона свободи» — пам'ятник мешканцям Дрогобиччини, які брали участь у Помаранчевій Революції.

## Розташування
Монумент «Колона свободи» розташований перед будівлею Дрогобицької районної Ради та Дрогобицької райдержадміністрації, на вулиці 22 Січня.

## З історії пам'ятника
Пам'ятник урочисто відкрито 22 листопада 2005 року, в День Свободи, у першу річницю Помаранчевій Революції. Монумент споруджено на кошти мешканців Дрогобиччини, які були зібрані під час Помаранчевій Революції, але не були використані у 2004 році.

## Опис
Монумент «Колона свободи» створений у вигляді колони з темно-вишневого граніту. У нижній частині колони розміщено таблицю з підковою та написом «Так!» і гасло «Свободу не спинити!», у верхній частині колони розміщена бронзова скульптура архангела Михаїла. Колона увінчана хрестом. 
Висота пам'ятника — 7,15 м.

## Автори
Автор проекту (скульптор): Ярослав Лоза.

## Урочистості
Біля «Колони Свободи» відбуваються урочистості, віча, та инші заходи. Так щорічно відбувається урочистості з нагоди Дня Незалежності України, Дня Державного Прапора України, Дня Свободи, вшанування пам'яті жертв Голодомору в Україні, віча-реквієми на вшанування подвигу Героїв Небесної сотні.